# Хришћанска есхатологија
Хришћанска есхатологија (гр.το έσχατον - последњи, коначни) је хришћанско учење о будућим догађајима (спасењу и успостављању Царства Божијег или вечнога живота) које ће се збити на свршетку историје, и другом Христовом доласку када ће Христос доћи у слави да суди живима и мртвима (Еф. 1,20-23; 1. Сол. 5,1-11). Многи хришћани живе с чврстом есхатолошком надом у будуће спасење. 
Есхатологију не треба мешати са „крајем света“ нити је треба ограничити на описивање догађаја који прате други Христов долазак: васкрсење мртвих, страшни суд, рај и пакао. Појам есхатологија обухвата нови поредак постојања, стање крајњег преображења, које је предмет молитве и хришћанске наде: „Да дође Царство Твоје“ (Мт. 6, 10), али које је већ и сада овде присутно и које се сукобљава са садашњом реалношћу: „Царство Божије је унутра у вама“ (Лк. 17,21).
Током историје правили су се разни прорачуни у вези са Другим доласком. Нпр. по Иринеју и Иполиту, историја света трајаће 6000 година и завршиће се седмим миленијумом под Христовим Царством (Пс. 89,4; Јевр. 4,4). Ипак, према Библији, Η Δευτέρα Παρουσία ће бити велико изненађење, јер „о дану томе и о часу нико не зна, ни анђели на небесима, до Отац мој сам“ (Мт. 24,36).